# Ornavasso
Ornavasso é uma comuna italiana da região do Piemonte, província do Verbano Cusio Ossola, com cerca de 3.226 habitantes. Estende-se por uma área de 25 km², tendo uma densidade populacional de 129 hab/km². Faz fronteira com Anzola d'Ossola, Casale Corte Cerro, Gravellona Toce, Loreglia, Mergozzo, Premosello-Chiovenda, Valstrona.

## Demografia
| Variação demográfica do município entre 1861 e 2011                               |
|                                                                                   |
| Fonte: Istituto Nazionale di Statistica (ISTAT) - Elaboração gráfica da Wikipedia |